# 샤비에 마르게라
샤비에 마르게라(프랑스어: Xavier Margairaz, 1984년 1월 7일, 보 주 랑스 ~)는 스위스의 전직 프로 축구 선수로, 현역 시절 미드필더로 활약했다.

## 클럽 경력
마르게라는 랑스 출신이다. 로잔-스포르와 뇌샤텔 샤마에서 활약하던 그는 취리히에 입단하여 2005-06 시즌과 2006-07 시즌에 2년 연속으로 스위스 슈퍼리그를 우승했다.
2007년 5월, 마르게라는 스페인 라 리가의 오사수나와 3년 계약을 체결했지만, 1군 지위 확보에 어려움을 겪었다. 2008년 2월 말, 그는 에이바르와의 친선경기에서 무릎 중상(전방 십자 인대, 내측 인대, 및 외측 반달연골 손상)을 당했다. 주네브에서 수술을 성공적으로 받은 후, 그는 최소 8개월 동안 활동하지 못하게 되면서 유로 2008에 참가하지 못하게 되었다. 오사수나는 1주 전에 중앙 미드필더 자바드 네쿠남이 훈련 시작 중에 무릎 중상을 당해 빠진 것에 이어 나바라 연고 구단에 연달아 닥친 악재였다.
2009년 1월 14일, 마르게라는 취리히로 시즌 말까지 임대로 복귀했다. 같은 해 6월, 소속 구단의 리그 정상 복귀에 한 번 더 헌신한 뒤, 오사수나는 €400,000에 마르게라를 취리히로 완전 이적시켰다.
2009년 9월 15일, 마르게라는 2-5로 패한 레알 마드리드와의 조별 리그 경기에서 득점하면서 취리히의 챔피언스리그 본선 득점자로 이름을 올렸다. 2012년 1월, 그는 시옹과 3년 반 계약을 맺었고, 이듬해 6월에 이적했다.

## 국가대표팀 경력
2005년부터 스위스 국가대표팀에서 활약한 마르게라는 2006년 월드컵에 차출되어 두 경기에 막판 교체로 출전했다.

## 사생활
마르게라의 형, 사샤도 축구 선수였다. 그는 주로 하부 리그와 아마추어 리그에서 활약했다.

## 수상
취리히
- 스위스 슈퍼리그: 2005–06, 2006–07, 2008–09
- 스위스컵: 2004–05[11]